# Zastava M05G1
Zastava M05G1 — сербский ручной пулемёт. Модернизированный вариант пулемёта Zastava M72.

## Конструкция
Автоматика работает по принципу отвода части пороховых газов с длинным ходом поршня. Запирание канала ствола производится поворотом затвора с двумя боевыми упорами. На стволе имеется оребрение для охлаждения. В дульной части ствола нарезана резьба для установки дульных устройств. На стволе закреплена складная сошка. Ствольная коробка — стальная, штампованная. Предохранитель-переводчик расположен на правой стороне ствольной коробки. Обозначения положений переводчика: U («Ukočeno», предохранитель), R («Rafalna», очередь), J («Jedinačna», одиночные). Режимы огня — непрерывный или с отсечкой по одному выстрелу. Прицельные приспособления состоят из мушки и прицела секторного типа с механизмом внесения поправок на боковой ветер и на боковое движение цели. Прицельные приспособления оснащены тритиевыми элементами для стрельбы в тёмное время суток.  Приклад полимерный, складной на правую сторону. Цевьё полимерное, с планками Пикатинни.